# Криспін і Криспініан

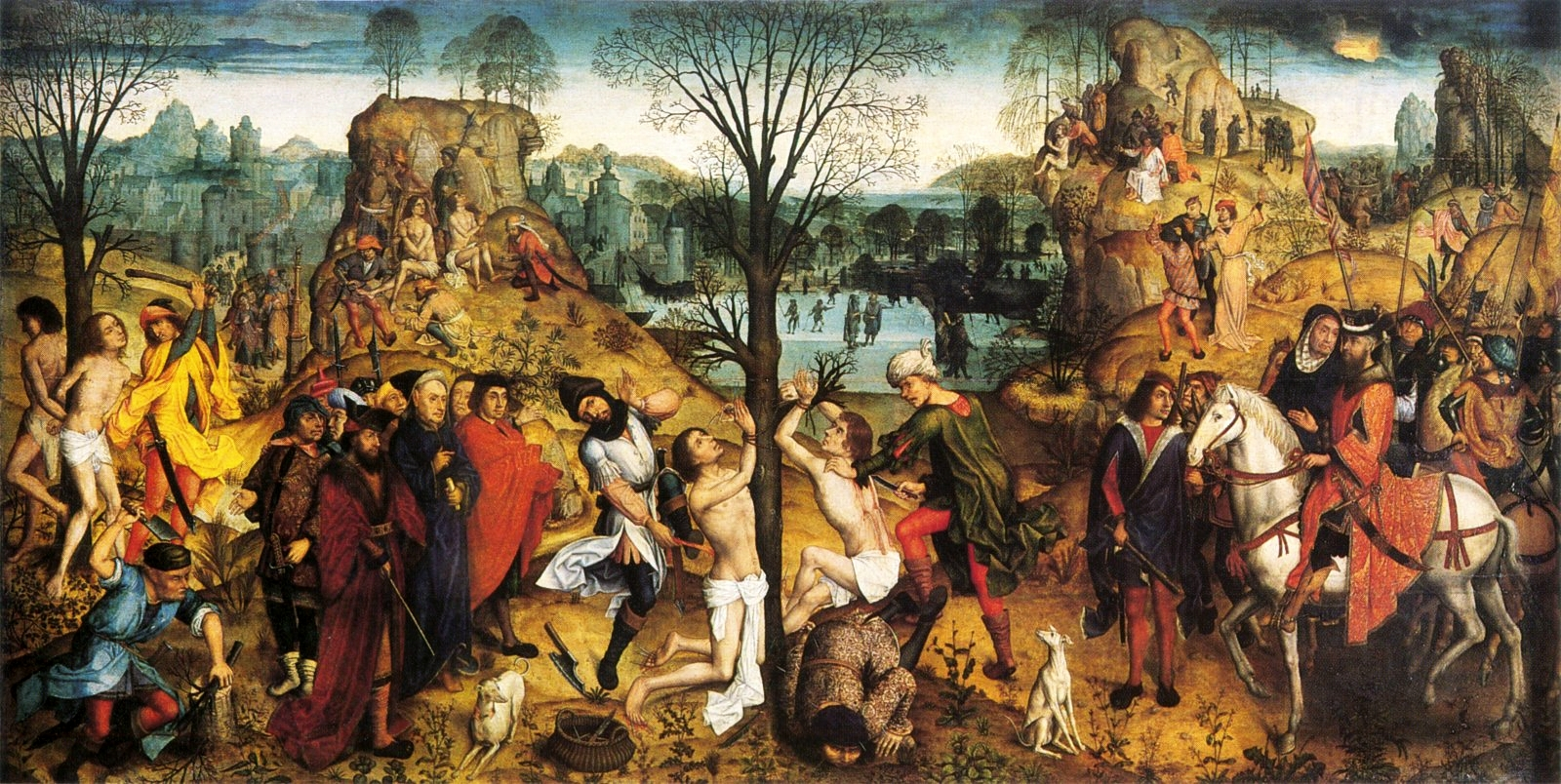
Мучеництво Кріспіна та Кріспініана (1494)

Криспін та Криспініан (лат. Crispinus et Crispinianus) — святі католицької церкви.

## Життєпис
Криспін разом зі своїм братом Криспініаном займався взуттєвим ремеслом у Суассоні. В 287 році, під час переслідувань християн, були кинуті в котел з розплавленим оловом.
День пам'яти 25 жовтня. Обоє братів вважаються патронами шевців. За західною легендою, вони крали шкіру, щоб безкоштовно ремонтувати бідним взуття, внаслідок цього благодіяння, що здійснюється кому-небудь за рахунок інших, називаються криспінадами (crispinades).